# 可怕的老人
《可怕的老人》（英語：The Terrible Old Man）是美國作家霍華德·菲利普斯·洛夫克拉夫特的一篇短篇小說，篇幅不到1200字。它於1920年1月28日創作，並於1921年7月首次發表於業餘印刷刊物《Tryout》上。這是洛夫克拉夫特第一次使用他的虛構新英格蘭設定，介紹了虛構的城鎮金斯波特。
這個故事講述了三名企圖搶劫老人家的強盜的下場，彼得·坎農批評《可怕的老人》是一篇反對移民的排外故事。

## 故事情節
一位奇怪的老人，「如此年老，沒有人記得他年輕時的模樣，如此寡言，幾乎沒有人知道他的真實姓名」，獨自一人居住在位於金斯波特的水街上的一所古老房子裡。即使在當地人中，也很少有人知道這位老人生活的詳情，但人們相信他年輕時曾擔任東印度的飛剪式帆船船長，並在一生中積累了巨大的財富。那些曾經拜訪過這個地方的人看到前院裡有奇異的石頭收藏品，還觀察到老人和桌上神秘瓶子的對話，他以船員的名字稱呼這些瓶子，而這些瓶子會發出「某些明確的振動，彷彿在回應」。大多數當地人都小心避開這位老人和他的屋子。
安傑洛·里奇（Angelo Ricci）、喬·讚尼克（Joe Czanek）和曼努埃爾·席爾瓦（Manuel Silva）這三名強盜得知了老人據說藏有的財寶，決定前去搶劫。里奇和席爾瓦進去「訪問」老人有關財寶的事情，而讚尼克則在車上等候。在焦急等待了很長一段時間後，讚尼克被房子裡突如其來的恐怖尖叫聲嚇了一跳，但他認為應該是在審問老人時太粗魯了所以他並沒有反應。然而，當房子的大門打開時是老人「駭人地笑著」看著他。讚尼克第一次注意到老人那令人不安的黃色眼睛。
後來，人們在海邊發現了這三名強盜的屍體，這些屍體千瘡百孔，「就像被許多短劍狠狠劃過一樣，又像是被許多殘忍的靴跟踩踏過一樣」。金斯波特的人們談論著這些屍體，以及被強盜遺棄的汽車和在夜晚聽到的尖叫聲，但老人對他們的閒話毫不感興趣。

## 《可怕的老人》角色
在故事《霧中怪屋》中，《可怕的老人》以更加和藹的形象再次出現。他進一步詳述了那座神秘高樓的起源，提到這座房子在他祖父還是個男孩的時候就已經存在了。考慮到老人在故事中所隱含的長壽，這座房子必定可以追溯到美國殖民地時期的早期。
他與洛夫克拉夫特後來創造的其他角色有許多相似之處，尤其是《查爾斯·迪克斯特·瓦德事件》中的反派約瑟夫·柯爾溫：他們都非常古老，沒有人記得他們年輕時的模樣；擁有模糊而強大的能力，專注於將死者保存在奇特的物品中並喚醒他們來為自己服務；並擁有古老貴金屬的錢幣（正如《敦威治恐怖事件》中的惠特利家族一樣）。

## 評價
洛夫克拉夫特學者彼得·坎農將這個故事描述為“不過是一篇反對他認為是‘外來者’入侵的論述，這些外來者也就是十九世紀作為廉價勞動力到達的非英裔移民，他們填補了日益工業化的美國的工廠。”S. T. 喬希將這個故事認定為受到鄧薩尼勳爵的短篇小說《Probable Adventure of the Three Literary Men》的啟發。喬希認為，現代評論家「試圖否定故事中表面上顯而易見的種族主義」，但洛夫克拉夫特明顯滿足於殺死犯罪移民。

## 在其他媒體中的引用
這篇短篇小說被改編成了一款名為《The Terrible Old Man》的免費點擊冒險遊戲，於2015年由Cloak and Dagger Games釋出，適用於Windows和Android平台。這款遊戲遵循了原著的情節，玩家在盜竊未遂之夜控制喬·讚尼克，遊戲結束時出現了原著的結局文字。

## 資料來源
- Lovecraft, Howard P. . S. T. Joshi  (编).  9th corrected printing. Sauk City, WI: Arkham House. 1984 [1921]. ISBN 0-87054-037-8. Definitive version.

## 外部連結
- 维基文库中的相關文獻：可怕的老人
- 列在網路推理小說資料庫中的《可怕的老人》
- LibriVox中的公有领域有声书《The Terrible Old Man》